# Francis Needham, 4. Earl of Kilmorey

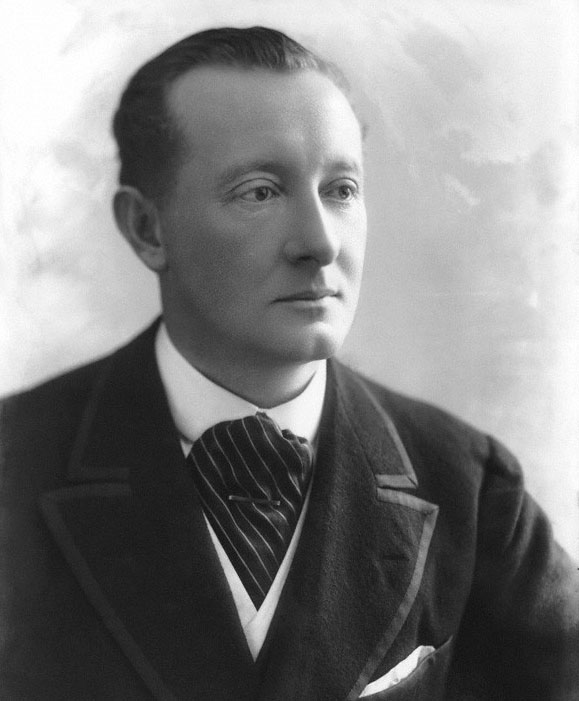
Francis Needham, 4. Earl of Kilmorey

Francis Charles Adelbert Henry Needham, 4. Earl of Kilmorey (* 26. November 1883; † 11. Januar 1961) war britischer Offizier und Politiker sowie anglo-irischer Peer.

## Leben
Er war der ältere Sohn des Francis Needham, 3. Earl of Kilmorey, aus dessen Ehe mit Ellen Constance Baldock. Als Heir apparent seines Vaters führte er zu dessen Lebzeiten den Höflichkeitstitel Viscount Newry and Mourne.
Er trat 1902 als Second Lieutenant der 1st Life Guards in die British Army ein. 1904 wurde er zum Lieutenant und 1907 zum Captain befördert, bevor er 1911 aus dem aktiven Militärdienst entlassen wurde. 1913 wurde er High Sheriff des County Down. Anlässlich des Ersten Weltkrieges wurde er als Captain der 1st Life Guards reaktiviert und wurde schließlich zum Major befördert. Nach dem Krieg wechselte er als Captain zur Royal Navy und wurde 1930 befehlshabender Offizier der Ulster Division der Royal Naval Volunteer Reserve, die auf der Caroline im Hafen von Belfast stationiert war. Er hatte diesen Dienstposten auch während des Zweiten Weltkrieges inne, bevor er 1946 endgültig aus dem Militärdienst ausschied.
Beim Tod seines Vaters am 28. Juli 1915 erbte er dessen irische Adelstitel als 4. Earl of Kilmorey, 4. Viscount Newry and Mourne und 15. Viscount Kilmorey sowie dessen umfangreiche Ländereien, einschließlich des Familiensitzes Mourne Park im County Down. Am 14. Februar 1916 wurde er als Nachfolger des verstorbenen John Massy, 6. Baron Massy, zum irischen Representative Peer gewählt und war dadurch bis zu seinem Tod Mitglied des britischen House of Lords. Seit der Gründung des Irischen Freistaats, 1922, fanden keine Nachwahlen für verstorbene irische Representative Peers mehr statt. Da Lord Kilmorey seine irischen Kollegen überlebte, war er schließlich der letzte irische Representative Peer im britischen Parlament.
1936 wurde er ins Privy Council für Nordirland aufgenommen und als Officer des Order of the British Empire aufgezeichnet. Von 1937 bis 1939 hatte er das Amt eines Aide-de-camp für König Georg VI. inne. Von 1949 bis zu seinem Tod war er Lord Lieutenant des County Down.
Am 10. Februar 1920 hatte er Lady Norah Frances Hastings (1894–1985), Tochter des Warner Hastings, 15. Earl of Huntingdon geheiratet. Mit ihr hatte er zwei Töchter:
- Lady Eleanor Noreen Patricia Needham (1921–1965), ⚭ 1942–1949 Philip Maitland Gore Anley (1911–1968);
- Lady Hyacinth Kathleen Anne Needham (* 1923) ⚭ 1953 John Hubert George Calvert Gough.

Da er keine Söhne hatte fielen bei seinem Tod, 1961, seine Adelstitel an seinen Neffen Francis Needham.